# Karl Ferdinand Werner
Karl Ferdinand Werner (* 21. Februar 1924 in Neunkirchen (Saar); † 9. Dezember 2008 in Tegernsee) war ein deutscher Historiker. Werner war von 1968 bis 1989 Direktor des Deutschen Historischen Instituts Paris. Unter Werners Leitung entwickelte sich das Institut zu einer international hochangesehenen Forschungseinrichtung.

## Leben
Karl Ferdinand Werner stammte aus dem saarländischen Neunkirchen. In Saarbrücken ging er zur Schule. Werner erkrankte 1942 im Arbeitsdienst in der Ukraine an Tetanie. Er kam deshalb nicht mehr zum Einsatz im Krieg. Ab 1943 studierte er an der Universität Heidelberg bei Fritz Ernst. Bei Ernst wurde er 1950 mit der Arbeit Andreas von Marchiennes und der Reditus regni Francorum ad stirpem Karoli promoviert. Von 1951 bis 1953 studierte er an der École pratique des hautes études in Paris, wo er sich auf das Mittelalter, insbesondere die Geschichte der Franken spezialisierte. In dieser Zeit schloss Werner Freundschaften mit Jean-François Lemarignier (1908–1980), Olivier Guillot (1932–2023), Jean Favier (1932–2014) und Georges Duby (1919–1996). Im Jahr 1954 erhielt er eine Assistentenstelle an der Universität Heidelberg. 1961 habilitierte er sich in Heidelberg mit einer Arbeit über die Ursprünge des Fürstentums innerhalb des Karolingerreiches (Die Entstehung des Fürstentums (8.–10. Jahrhundert)). In seiner ungedruckt gebliebenen Habilitationsschrift widerlegte Werner die Meinung der französischen Historiographie, dass nach dem Zerfall des Karolingerreichs im 9. und 10. Jahrhundert eine „anarchie féodale“ eingetreten sei. Trotz schwieriger Quellenarmut im 9. und 10. Jahrhundert konnte Werner auch in diesen „dunklen Jahrhunderten“ die Kontinuität des Adels und der staatlichen Strukturen nachweisen.
Von 1965 bis 1968 war er Professor für mittelalterliche Geschichte an der Universität Mannheim. Seine bedeutendsten Schüler waren Hartmut Atsma, Jürgen Voss, Martin Heinzelmann und Werner Paravicini. Von 1968 bis 1989 war Werner Direktor des Deutschen Historischen Instituts (DHI, Institut historique allemand) in Paris. Unter Werners Leitung setzte ein erheblicher Aufschwung des Instituts ein. Äußerlich kam dieser durch den Umzug des DHIP in ein neues, wesentlich größeres Haus in der rue Maspéro zum Ausdruck. Die Mitarbeiterzahl des Instituts wurde zum Großteil durch Schüler Werners erheblich vergrößert.
Im Jahre 1973 begründete Werner die Institutszeitschrift Francia. Außerdem begründete Werner mit den Beiheften der Francia eine komplett neue Reihe, die seit 1975 erschien. Ein Jahr später folgte die Reihe „Dokumentation Westeuropa“, die bis 1981 in fünf Bänden vorlag und dann eingestellt wurde. Die Bibliothek wurde durch gezielte Käufe von Literatur zu Westeuropa zu einer Forschungsbibliothek ausgebaut. Nach Werner Paravicini habe Werner „durch das außergewöhnliche Format seiner Persönlichkeit“ aus einer bescheidenen deutsch-französischen Forschungsstelle dem Institut „den Rang, den es seither einnimmt“ verliehen und in „enthusiastischer Weitsicht“ das hohe Ansehen des Instituts begründet.
Werner wurde von französischer Seite mit hohen Auszeichnungen bedacht. 1986 wurde er korrespondierendes Mitglied und 1991 Associé étranger (assoziiertes auswärtiges Mitglied) der Académie des Inscriptions et Belles-Lettres. 1988 wurde er Ehrendoktor der Sorbonne und 1996 der Universität Orléans. Im Jahr 1988 erhielt er die Silbermedaille des Centre national de la recherche scientifique. Zum 65. und 75. Geburtstag wurden ihm Festschriften gewidmet. Von deutscher Seite wurde er 1988 korrespondierendes Mitglied der Bayerischen Akademie der Wissenschaften. Im Jahr 2000 wurde ihm der Arenberg-Preis verliehen. Außerdem wurde Werner korrespondierendes Mitglied der Kommission für geschichtliche Landeskunde in Baden-Württemberg und der Zentraldirektion der Monumenta Germaniae Historica. Im Jahr 2003 wurde er von einem Pariser Sammelwerk zu den neunzehn bedeutendsten Historikern des 19. und 20. Jahrhunderts gezählt. Seit 2009 erinnert die Karl-Ferdinand-Werner-Fellowship des DHI Paris an Werner, „der das Institut zwischen 1968 und 1989 entscheidend geprägt“ und durch „sein Engagement um die Förderung der Wissenschaftsbeziehungen und des Forschungsaustausches zwischen Deutschland und Frankreich bleibende Verdienste erworben hat“.

## Forschungsschwerpunkte
Seine Forschungsschwerpunkte waren die mittelalterliche Quellenkunde, die westeuropäische Geschichte und die Wissenschaftsgeschichte. Werner wurde zu einem der besten Kenner der Ursprünge Deutschlands und Frankreichs. Ein Schwerpunkt in Werners Tätigkeit war die Suche nach den Einflüssen der deutschen Geschichtsschreibung des 19. und 20. Jahrhunderts auf die Entwicklung des Nationalsozialismus. Mit seiner Pionierarbeit Das NS-Geschichtsbild und die deutsche Geschichtswissenschaft (1967) zeigte Werner erstmals die große Nähe der führenden Historiker zur nationalsozialistischen Auffassung auf. Die Mitverantwortung der Historiker am Nationalsozialismus wurde dennoch erst Jahrzehnte später in der Geschichtswissenschaft zum Forschungsgegenstand. Viele seiner Wertungen wurden seitdem revidiert. In seiner lediglich knapp 100 Seiten umfassenden Untersuchung stützte er sich im Wesentlichen auf publizierte Quellen. Werner vertrat in seiner Darstellung die These, dass die „Gleichschaltung der deutschen Geschichtswissenschaft“ gescheitert sei. Zugleich machte Werner auf die „tiefgehenden politischen Affinitäten zwischen dem Geschichtsbild der Geschichtswissenschaft in Deutschland und dem Weltbild des Nationalsozialismus“ aufmerksam. Die Gleichschaltung und Ideologisierung des Faches Geschichte sei demnach gar nicht erforderlich gewesen, denn viele Historiker waren „den NS-Thesen vorausgeeilt, ja hatten sie schaffen helfen.“ Die Konsequenz, die er daraus zog, war eine „Abwendung von der nationalen Vergangenheit und ihrem Geschichtsbild, das in die Katastrophe, vor allem die moralische, hineingeführt hatte, und eine Hinwendung zur europäischen Gegenwart und Zukunft“. Werners These einer gescheiterten Gleichschaltung des Fachs Geschichte an den deutschen Universitäten war noch dreißig Jahre später die vorherrschende Sichtweise. Eine Gegenposition zu Werner vertrat allerdings bereits in den 1990er Jahren Peter Schöttler: „Die Selbst-Gleichschaltung der Universitäten und zumal der historischen Seminare funktionierte nahezu reibungslos.“ Ingo Haar, der sich auf dem Historikertag 1998 und danach mit der Verstrickung deutscher Historiker in den Holocaust beschäftigte, hat Werners These von der gescheiterten Gleichschaltung „als nicht mehr haltbar“ eingeschätzt. Haar sprach 2000 von einer „Gleichschaltung der deutschen Geschichtswissenschaft“.
In der prosopographischen Personenforschung versuchte Werner mit seiner Prosopographia regnorum occidentalium lange vor der elektronischen Datenverarbeitung systematisch den gesamten überlieferten Namenbestand von der Spätantike bis zum Hochmittelalter zu erfassen. Das Projekt erreichte etwa 270.000 Belege und wurde Mitte der 1970er Jahre eingestellt. Sein Werk Naissance de la Noblesse. L’essor des élites politiques en Europe konnte er 1998 veröffentlichen. Weitere Vorhaben, darunter eine Monografie über Karl den Großen, scheiterten an einer langen Krankheit. Eine deutsche Übersetzung von Ursula Vones-Liebenstein von Werners in französischer Sprache erschienenen Werk La Naissance de la Noblesse erschien 2024.

## Schriften (Auswahl)
Monografien
- Das NS-Geschichtsbild und die deutsche Geschichtswissenschaft. Kohlhammer, Stuttgart u. a. 1967.
- Die Ursprünge Frankreichs bis zum Jahr 1000 (= Geschichte Frankreichs. Bd. 1). DVA, Stuttgart 1989, ISBN 3-421-06451-2.
- Vom Frankenreich zur Entfaltung Deutschlands und Frankreichs. Ursprünge, Strukturen, Beziehungen. Ausgewählte Beiträge. Festgabe zu seinem sechzigsten Geburtstag. Thorbecke, Sigmaringen 1984, ISBN 3-7995-70276-l.
- Marc Bloch und die Anfänge einer europäischen Geschichtsschreibung (= Saarbrücker Universitätsreden. Bd. 38, ISSN 0486-7734). Vortrag, gehalten am 16. Juni 1994 anlässlich der Wiederkehr des 50. Todestages des französischen Mediävisten Marc Bloch. Universität des Saarlandes, Saarbrücken 1995.
- Karl der Große oder Charlemagne? Von der Aktualität einer überholten Fragestellung (= Bayerische Akademie der Wissenschaften. Philosophisch-Historische Klasse. Sitzungsberichte. Jg. 1995, H. 4). Vorgelegt von Horst Fuhrmann am 17. Februar 1995. Beck, München 1995, ISBN 3-7696-1581-6.
- Naissance de la noblesse. L’essor des élites politiques en Europe. Fayard, Paris 1998, ISBN 2-213-02148-1.
- Einheit der Geschichte. Studien zur Historiographie (= Francia. Beihefte. Bd. 45). Thorbecke, Sigmaringen 1999, ISBN 3-7995-7347-X (online).
- Rang und Macht. Die Entstehung des europäischen Adels (= Monumenta Germaniae historica. Schriften. Bd. 81). Herausgegeben von Ursula Vones-Liebenstein. Mit einer Einführung von Werner Paravicini und einem Nachwort von Thomas Kohl. Harrassowitz, Wiesbaden 2024, ISBN 978-3-447-11974-0

Herausgeberschaften
- Hof, Kultur und Politik im 19. Jahrhundert. Akten des 18. Deutsch-Französischen Historikerkolloquiums Darmstadt vom 27.–30. September 1982 (= Pariser historische Studien. Bd. 21). Röhrscheid, Bonn 1985, ISBN 3-7928-0481-6 (online).